# Thanksgiving (Glee)
"Thanksgiving" er den ottende episode af den fjerde sæson af den amerikanske tv-serie Glee og 74. episode samlet set. Episoden er skrevet af Russel Friend og Garrett Lerner og er instrueret af Bradley Buecker. Den blev sendt på Fox i USA den 29. november 2012. I episoden er der mange af de gamle kormedlemmer, som hjælper med coaching den nuværende kor for sektionskonkurrencen, som finder sted på Thanksgiving, og en genetablering af en særlig gæstestjerne Sarah Jessica Parker som Isabelle Wright, Kurts chef i New York City.

## Plot
Quinn Fabray (Dianna Agron), Santana Lopez (Naya Rivera), Mercedes Jones (Amber Riley), Mike Chang (Harry Shum, Jr.) og Noah "Puck" Puckerman (Mark Salling) vender tilbage til Lima, for at fejre Thanksgiving og deltager sammen med den foreløbig korleder Finn Hudson (Cory Monteith) i et mash-up af "Homeward Bound" and "Home" i skolens auditorium. Bagefter beder Finn hver enkelt af de gamle medlemmer om, at vejlede et af de nye medlemmer af New Directions for at forberede sektionskonkurrensen, der igen vil blive afholdt på McKinley.
Mike er indgået et samarbejde med Ryder Lynn (Blake Jenner), er Puck indgået partnerskab med sin bror, Jake Puckerman (Jacob Artist), Mercedes er indgået et samarbejde med Wade "Unique" Adams (Alex Newell), Quinn er indgået et samarbejde med Kitty Wilde (Becca Tobin) og Santana er indgået et samarbejde med Marley Rose (Melissa Benoist). For at slå deres rivaler, de Dalton Academy Sangere, der er kendt for deres udførlige dans koreografier, Finn beslutter at have New Directions udføre " Gangnam Style ".
Ryder vil ikke længere forfølge Marley, nu hvor hun er dater Jake. Til gengæld hjælper Jake Ryder, så han vælges som en af de førende dansere sammen Sam Evans (Chord Overstreet), selvom Jake er en bedre danser end Ryder. I mellemtiden overbeviser Kitty Quinn, som hun forguder, at Jake presser Marley til at have sex med ham. Quinn bliver fjendtlig overfor Jake, delvist på grund af sin tidligere erfaring med Puck.
Quinn, Santana og Brittany Pierce (Heather Morris) udfører "Come See About Me" for de kvindelige medlemmer af New Directions, for at minde dem om at bruge deres styrker i konkurrencen. Efter forestillingen, konfronterer Santana Quinn om at have opdaget, at Kitty har givet Marley afføringsmidler for at fremme Marleys bulimi. Quinn, der dater en af hendes lærere på Yale, beskylder Santana for at være jaloux på hende og projicere sin fjendtlighed over i deres myndlinge, hvilket fører til en kamp, før Quinn stormer ud af korrummet.
I New York, konfronterer Rachel Berry (Lea Michele) Brody Weston (Dean Geyer) at han har haft sex med Rachels fjende, danselærer Cassandra July. Brody minder Rachel, at hun ignorerede ham engang Finn optrådte kort i NYC, og anerkendte hendes fejl, inviterer hun ham til at fejre Thanksgiving med hende og Kurt Hummel (Chris Colfer), som også indbyder hans chef, Isabelle Wright (Sarah Jessica Parker). Isabelle bringer hendes venner til Rachel og Kurts lejlighed, hvor de ender med at have en fest, der udfører en mash-up af "Let's Have a Kiki" og "Turkey Lurkey Time". Isabelle rådgiver Kurt til at kontakte sin ekskæreste Blaine Anderson (Darren Criss), og de har en dybtfølt samtale, hvor Kurt accepterer at mødes i julen for at beslutte, hvad der bliver af deres forhold.